# Сумоно, Крис
Кристионо (Крис) Сумоно (индон. Kristiono (Kris) Sumono; род. 23 декабря 1958, Банда-Ачех) — индонезийский пловец. Участник летних Олимпийских игр 1976 года, двукратный серебряный и бронзовый призёр летних Азиатских игр 1978 года, пятикратный чемпион Игр Юго-Восточной Азии 1977 года.

## Биография
Крис Сумоно родился 23 декабря 1958 года в индонезийском городе Банда-Ачех.
В 1976 году вошёл в состав сборной Индонезии на летних Олимпийских играх в Монреале. На дистанции 100 метров вольным стилем занял в квалификации 38-е место, показав результат 55,50 секунды и уступив 2,30 секунды худшему из попавших в полуфинал Сванте Расмусону из Швеции. На дистанции 200 метров вольным стилем показал в квалификации 48-й результат — 2 минуты 1,12 секунды, уступив 8,41 секунды худшему из попавших в финал Андрею Богданову из СССР. На дистанции 400 метров вольным стилем занял в квалификации 42-е место с результатом 4.17,48, уступив 17,34 секунды худшему из попавших в финал Стиву Баджеру из Канады. На дистанции 1500 метров вольным стилем показал в квалификации 29-е время — 17.09,17, проиграв 1 минуту 31,56 секунды худшему из попавших в финал Золтану Владару из Венгрии.
В 1977 году завоевал пять золотых медалей на Играх Юго-Восточной Азии в Куала-Лумпуре на дистанциях 100, 200, 400 и 1500 метров и в эстафете 4х200 метров вольным стилем.
В 1978 году завоевал четыре медали летних Азиатских игр в Бангкоке в плавании вольным стилем: серебряные на 200-метровке и в эстафете 4х200 метров, бронзовые на 400-метровке и в эстафете 4х100 метров.